# Scaptesyle tricolor
Scaptesyle tricolor là một loài bướm đêm thuộc phân họ Arctiinae, họ Erebidae.